# KIF Örebro
El KIF Örebro és un club femení de futbol suec que juga a la Damallsvenskan. Ha sigut campió de Copa i subcampió de Lliga, i a la Lliga de Campions han arribat als vuitens de final.

## Palmarès
- Damallsvenskan
  - 1 subcampionat
    - 2014
- Svenska Cupen
  - 1 campionat
    - 2010